# Quamoclidion triflorum
Quamoclidion triflorum är en underblomsväxtart som först beskrevs av George Bentham, och fick sitt nu gällande namn av Paul Carpenter Standley. Quamoclidion triflorum ingår i släktet Quamoclidion och familjen underblomsväxter. Inga underarter finns listade i Catalogue of Life.